# Десант Назарова
Десант Назарова - військова операція частини  армії генерала Врангеля в Донецькій губернії та на Дону.

## Історія
Намагаючись підняти підняти повстання в Донецькій губернії та на Дону, генерал Врангель організував десантну групу на чолі з уродженцем Новоазовська Федора Назарова, група складалася з 1750 багнетів, 25 шашок, 30 кулеметів, 2 гармат.
9 червня 1920 року десант висадився на Кривій косі біля хутора Обрив. 10 червня назарівці зайняли Новоазовськ, після прибуття Назаров відслужив подячний молебень, а мешканці станиці піднесли полковнику хліб та сіль. Після арештів підозрілих особистостей Назаров взявся за зміцнення станиці, збудувавши ряд окопів. У Новоазовську до нього приєдналося 500 козаків.
Для ліквідації десанту більшовики створили групу чисельністю 800 бійців при 25 кулеметах та гаубичній батареї з двох знарядь. 11 червня до Нововазовська підійшло сторожове судно «Данай», обстріляло берег, але козаки відповідали кулеметами та артилерією.  Вогонь важкої артилерії човнів придушив батарею донців. Кораблі до 18 години обстрілювали десант і, витративши снаряди, повернулися до Маріуполя . 13 червня червоні частини повели наступ із суші на Новоазовськ. По наступаючим козаки відкрили вогонь з кулеметів та рушниць, наступ був зупинений на станицю.
14 червня знову почалося наступ з моря станицю обстрілювали плав батареї, із заходу на суші на станицю наступали курсанти червоногвардійці зі сходу кавалерійський полк. У цей час назарівці перейшли в контратак, зі станиці вилетів бронеавтомобіль і зайшовши в тил курсантів почав їх розстрілювати. У тилу червоних помилково почали лягати снаряди Азовської червоної флотилії, виснаживши всі свої набої, будучи обійденими з тилу і атаковані контр-наступаючими козаками червоні відступили до Таганрогу втративши вбитими 220 людей і 2 кулемети. Цього ж дня назарівці покинули Новоазовськ і попрямували у північно-східному напрямку. У районі Лакедемонівки Назаров розбив ще один загін червоноармійців.
16 липня козаки досягли Мокро-Єланчикської слободи. Звідси загін рушив на північний схід через Білоярівку на Богодарівку. Звідси загін повернув Схід, і 19 зайняв хутір Есауловський, прагнучи перерізати залізницю від Звєрєва на захід. Загін рушив до Олександро-Грушівського району більшість населення якого були козаками, щодня до Назарова приєдналися дрібні групи козаків.
20 липня загоном був зайнятий хутір Сокільсько-Кундючивський. Цього ж дня не доходячи до хутора Генеральський міст біля села Даріївка козаків оточили, з одного боку курсанти з іншого боку загоном Жлоби та робітниками рудників, зазнавши тяжких втрат 300 козаків відступило. Трофеї автоброневик, дві гармати, кулемети, підводи, коні та інше були взяті Жлобою та відвезені до Олександрівського-Грушевського. 
Для затримки подальшого просування козаків червоноармійці були стрімко приведені у бойову готовність частини трудової армії, караульні роти, міліцію та загін особливого призначення. На допомогу цим частинам прийшла 3-я бригада 9-ї стрілецької дивізії і 3-я бригада 2-ї Донської дивізії. Червоні частини стримували просування козаків лінією залізниці, витративши всі боєприпаси червоні відступили, козаки підірвали залізничне полотно між станціями Горна та Шахтна. Перейшовши лінію залізниці, козаки зайняли хутір Табунциков. Під тиском червоних частин, що прибули на підкріплення, козаки відступили на південний схід.
Переслідуючі частини загороджували шляхи відступу північ і переслідували козаків від станції Гірська через Седковсько-Миколаївку — Дудки — Усть-Бистрянське — станицю Костянтинівську. Весь цей перехід із боями козаками було здійснено за три дні з 22-24 липня.
У станиці Костянтинівській несли гарнізонну службу кавалерійський ескадрон, караульний стрілецький батальйон і батальйон бійців. Цей гарнізон очолював військовий комісар I Донського округу Зеленукін. І загалом 700 слабо озброєних бійців перегородили шлях загону Назарова у балці Нагольної. Наступ розпочався на північно-західній околиці станиці краснармійці відкрили вогонь із кулеметів та з дзвіниці Покровської церкви. Потім з боку білих запрацювала артилерія та понад десяток станкових кулеметів. Розстрілявши всі набої, більшовики змушені були відступити.
25 липня всіма силами червоноармійців почали наступ на станицю Костянтинівську, намагаючись оточити козаків притиснутих до Дону. 3-я бригада 2-ї Донської дивізії червоних оточила станицю з трьох боків. Незважаючи на чисельну перевагу 16:00 червоні атакували станницю, зав'язалися бої за кожну вулицю о 19:00 до станиці підійшла 3-а бригада 9-ї стрілецької дивізії, обидві бригади втяглися в бій. Пізно ввечері назарівців вибили зі станиці та притиснули до піщаної коси біля Старого Дону. На тій косі загинуло 250 назарівців, залишки загону переправилися через Дон. 
28 липня 1920 року, зазнавши нищівних втрат, переслідуваних основними силами червоної армії, під командуванням Базилевича, вціліла група загону Назарова прийняла свій останній бій у хутора Жолобків біля річки Манич. Цього дня загін полковника Назарова був розбитий. Залишки загону пішли в Сальські степи та розпорошилися. Багатьох захоплених у полон назарівців з-поміж місцевих козаків і селян мобілізували в червону армію, офіцерський склад  був розстріляний більшовиками. Полковник Назаров був захоплений у полон роз'їздом червоних, прийнятий за дезертир червоної армії, мобілізований і зарахований до червоної армії. Дочекавшись слушної нагоди біг, і, перейшовши фронт у північній Таврії, повернувся до Криму один.  
Особиста відповідальність за розгром Назарова була покладена на командувача СКВО Г. Д. Базилевича.

## Оцінки
- "Назарівці хоробро билися з численною ордою червоних, билися до останнього патрона".

Полковник Бєляєвський В. А.

## Учасники
- Сухаревоков, Григорій Никифорович – помічник Назарова. 25.07.1921
- Бічний - полковник, козак станиці Новочеркаської.